# Непальський чай
Непальський чай — напій, виготовлений з листя чайних рослин (Camellia sinensis), які вирощуються в Непалі. Вони відрізняються своїм зовнішнім виглядом, ароматом та смаком, хоча багато в чому схожі з чаєм, відомим як чай Дарджилінг. Можливо тому, що східні зони Непалу мають географію та рельєф, подібні до Дарджилінгу. Можна сказати, що відносно менші обсяги виробництва непальського чаю означають, що чаї з Непалу менш відомі, ніж чаї з Дарджилінгу.
Непальські чаї діляться на два типи чаю: традиційний чай (Orthodox tea) і гранульований чай (Crush, tear, curl tea).

## Традиційний чай
Традиційний чай (Orthodox tea) — як і чай Дарджилінг — виготовляється з китайських сортів чайного листя (Camellia sinensis). Чай згортають як вручну, так і в машині. Більшість спеціалізованих чаїв, таких як зелений чай, улун, білий чай та згорнений вручну чай, підпадають під категорію традиційного чаю. У Непалі такі види чаю виробляють та переробляють у гірських районах Непалу на висоті від 3000 до 7000 футів над рівнем моря. Є шість основних районів, насамперед це східні регіони Непалу, які відомі виробництвом якісного чаю згаданих вище сортів, а саме: Ілам, Панчтхар, Дханкута, Терхатхум, Сіндхулпалчок та Каскі.
Традиційний чай в Непалі характеризується чотирма хвилями:
- перша, починається з четвертого тижня березня і триває до кінця квітня. Листя ніжні, а лікер має світло-жовтувато-зелений колір, чай має ніжний смак з витонченим ароматом і присмаком. Перша хвиля чаю є дорожчою через його легкий та ніжний аромат, але також через те, що він виробляється в низькій кількості, а попит перевершує пропозицію.
- друга, починається з другого тижня травня і триває до останнього тижня липня. При другій хвилі листя набуває більшої міцності та демонструє основні характеристики чаю, на відміну від чаю з першої хвилі. Деякі експерти стверджують, що найкращий чай готується саме з цієї хвилі збору врожаю.
- третя (мусонна), також відома під назвою «дощовий чай». Починається відразу після другого хвилі, тобто приблизно в останній тиждень липня, і триває до кінця вересня. Мусонний чай, завдяки безперервному дощу, проявляє дуже інтенсивний і темний синтез, оскільки чай розвиває свій повний колір та міцність. В результаті цього виходить повноцінний чай.
- четверта (осіння), зазвичай починається в жовтні і триває до кінця листопада. Осінній чай дарує фантастичне поєднання мускусних смаків, пікантних ароматів і бурштинового лікеру.

## Гранульований чай
Гранульований чай (Crush, tear, curl tea чи CTC tea) — чай, який отримується внаслідок переробки сорту чаю асам, який росте на нижньогірських, жарких та вологих рівнинах Непалу, насамперед у районі Джхапа. На його частку припадає майже 95 % внутрішнього споживання через нижчу собівартість продукції порівняно зі традиційним чаєм (Orthodox tea).
Непальський гранульований чай також характеризується чотирма яскраво вираженими хвилями: Першою, Другою, Мусонною та Осінньою хвилями, але на відміну від традиційного чаю, гранульований чай є більш-менш однорідним протягом усього часу, часто демонструючи сильний колір і тонкий аромат лише після настоювання. Однак ці хвилі не починаються і не закінчуються аналогічно до традиційного чаю, головним чином через різницю в умовах місцевості, де вирощується чайне листя.

## Історія

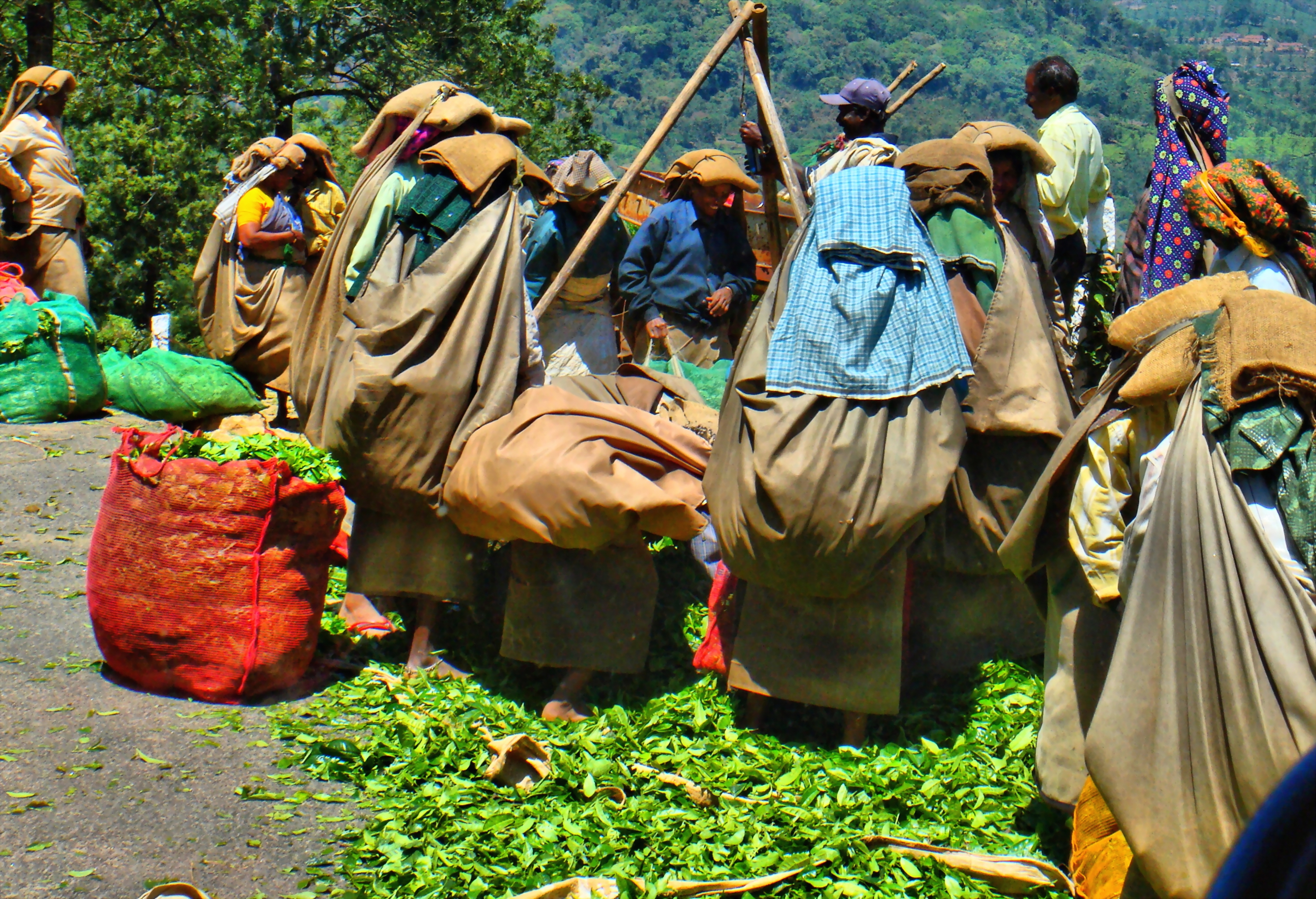
робітники на чайній плантації

### У часи династії Рана
Протягом 1800-х — початку 1900-х років в Непалі панувала сильно централізоване самодержавство, династія Рана, яка діяла як монархія. Їхня династична політика призвела до ізоляції Непалу від зовнішнього світу. Кордони та управління Непалу постійно відчувало як внутрішню, так і зовнішню напругу. На відміну від Індії, політика допомогла Непалу зберегти національну незалежність від Британського колоніального панування, але, разом з тим, ізолювала країну від модернізації та економічного розвитку. Таким чином, непальська чайна промисловість, яка почала зароджуватись, зазнала негативних наслідків порівняно з сусідньою чайною промисловістю Дарджилінг, яка процвітала завдяки Британському колоніальному правлінню.
Вважається, що перші чайні кущі в Непалі були вирощені з насіння, яке китайський імператор подарував тодішньому прем'єр-міністру Непалу Джангу Бахадуру Рана. Тим не менш, чайна промисловість Непалу зобов'язана своїм корінням колонізації Індії першою в світі транснаціональною компанією, «Британською Ост-Індійською компанією». Приблизно в 1863 році, протягом 10 років після створення першої чайної плантації в Дарджилінгу, були завезені гібриди чайних кущів, а перша чайна плантація Непалу — Іламський чайний маєток — у районі Ілам на висоті 4500-5000 футів над рівнем моря. Бачачи кращі перспективи розвитку чайної індустрії в Непалі, через два роки в районі Джхапа було створено другу чайну плантацію, чайний маєток Soktim Tea Estate. Пізніше, в 1900-х роках, непальські виробники чаю виступили постачальниками для фабрик Дарджилінгу, коли чайні кущі старіли, а тому зменшувалась врожайність.
Однак, зародження чайної промисловості в Непалі не мало змоги далі розвиватися. У той період, коли чайна індустрія Дарджилінг досягла періоду розквіту і вже дуже добре розвинулась на світовому ринку меркантилістів, чайна промисловість Непалу не могла забезпечити навіть своє внутрішнє споживання. Причиною невдач молодої чайної індустрії Непалу стали, головним чином, політичні негаразди та економічна політика того періоду за часів правління династії Рана.

### Після династії Рана
Протягом 1950-х років відбувся зсув політичного сценарію Непалу. Була написана нова конституція Непалу для розвитку тут демократичної системи. Незважаючи на провал успішної демократизації, економіка Непалу змогла відкритися для решти світу. Як результат, застій чайної промисловості отримав приплив державних та приватних інвестицій. Так, в 1959 році була створена перша приватна плантація чаю в районі тераїв під назвою Bhudhakaran Tea Estate.
У 1966 році була створена Непальська корпорація розвитку чаю (Nepal Tea Development Corporation or NTDC) для сприяння розвитку чайної промисловості. Спочатку чайні листки, вироблені в Непалі, продавались фабрикам в Дарджилінгу, оскільки чайні кущі Дарджилінгу застарівали, що призводило до погіршення стану якості обробленого чаю. Тому непальські чайні листки були цінним вкладом для фабрик у Дарджилінгу та його околицях. Нарешті, в 1978 році в Іламі була створена перша фабрика в Непалі з переробки чайного листя, а через кілька років була створена ще одна фабрика в Соктімі, район Джхапа.
З 1978 по 90-ті роки Непальська корпорація розвитку чаю разом із Закордонною адміністрацією розвитку (Overseas Development Administration or ODA) докладала чимало зусиль для заохочення участі дрібних та маргінальних фермерів у зростанні та виробництві чаю як грошової культури. Як результат, сьогодні дрібні та маргінальні фермери становлять більшу частку відсотка в чайній промисловості Непалу. Поступово застій чайної промисловості переростав у повністю комерціалізовану галузь, що сприяло економічному та соціально-економічному розвитку країни. Для подальшої допомоги у розвитку своєї чайної промисловості у 1982 році уряд Непалу за правління тодішнього короля Бірендра Бір Бікрам Шах Дев оголосив п'ять районів: Джхапа, Ілам, Панчтхар, Дханкута та Терхатхум Чайними зонами Непалу.
З 1987 по 1993 р. — деякі відомі сьогодні установи були створені для подальшої допомоги Непальській корпорації розвитку чаю у розвитку чайної індустрії, наприклад: Національна рада з розвитку чаю та кави (NTCDB), Непальська асоціація плантаторів чаю (NTPA) та Гімалайська асоціація виробників традиційного чаю (HOTPA). У 1997 році в чайній промисловості Непалу відбулася велика трансформація в бік приватизації як приватизація плантацій і фабрик під керівництвом Непальської корпорації з розвитку чаю (NTDC).
З кінця 1990-х і до початку 2000-х рр. — низка міжнародних неурядових організацій (таких як Winrock, SNV, GTZ тощо) залучаються до зацікавлених сторін чайної індустрії Непалу, оскільки чайна індустрія в Непалі також відігравала важливу роль у викоріненні бідності, особливо у сільській місцевості, де переважно були зосереджені чайні плантації. До 21-го століття застійна галузь чаю перетворилася на повністю комерціалізовану галузь. Але вона ще не розвинула потужний бренд на світовому ринку, оскільки не мала ефективно інтегрованих систем виробництва та збуту.
Отже, у 2000 році, відповідно до положень Закону про Національну комісію з розвитку чаю та кави від 1992 р. Уряд Непалу ратифікував Національну політику щодо чаювання. Національна політика щодо чаю була зосереджена на наступних п'яти основних темах:
- Виробництво та переробка
- Сприяння ринку та торгівлі
- Інституційне влаштування
- Розвиток робочої сили
- Розвиток та просування допоміжних виробництв

## Вирощування
Культивується чай в горбистих районах, на великій висоті, що сприяє вищій якості отриманого продукту. У Непалі у східних гірських регіонах розміщується більшість традиційного (на відміну від гранульованого) врожаю чаю на висотах, що становлять приблизно 3000–7000 футів над рівнем моря. Серед цих районів є невелика кількість чайних садиб середнього та великого масштабів, а переважна більшість складається з угідь дрібних фермерів-власників. Як тільки чайна рослина дозріє, її листя можна збирати приблизно чотири-п'ять разів на рік протягом багатьох років. Різні врожаї чаю називаються хвилями. У Непалі є чотири окремі хвилі збору врожаю, про які згадано вище у статті.

### Використання пестицидів
Не існує граничного обмеження залишків (MRL) для пестицидів. Однак, протягом останнього десятиліття численні отруйні хімічні речовини, такі як монокротофос, хінальфос, етіон та форат, були заборонені (станом на травень 2005 р.). Інтегрований підхід до боротьби зі шкідниками (IPM) стає все більш популярним як альтернатива застосуванню пестицидів. Підхід IPM включає використання біодобрив, компосту для шкідників та органічне землеробство. Відсутність внутрішнього регулювання використання пестицидів негативно впливає на товар з точки зору торгового потенціалу, тому цьому питанню приділяється значна увага.

### Додана вартість та органічне землеробство
Департамент міжнародного розвитку США рекомендував збільшити продуктивність вирощування чаю в Непалі, шляхом оновлення застарілих машин, якими в даний час користуються більшість заводів з переробки. Інші запропоновані заходи включають введення моторизованих пристосувань для обрізки, які допоможуть у підвищенні продуктивності через економію часу на виконання цієї операції.
Пізнішою перешкодою, яка обмежує дрібних фермерів, є проблема використання пестицидів та отримання органічної сертифікації. У Непалі вірять, що стати сертифікованим органічним фермером це дорогий та трудомісткий процес, але він у майбутньому може принести значний приріст прибутку. Тут слід врахувати, що при органічному виробництві чаю врожайність зменшується, а робоча сила значно зростає на початкових етапах адаптації. Зрештою, головною проблемою більшості виробників чаю в Непалі є те, що вони займають первинну або вторинну промисловість. Маленькі фермерства не мають засобів для додавання вартості до свого чаю за допомогою переробки та упаковки, тому вони покладаються на зовнішніх агентів для придбання їх листя.